# David Bache

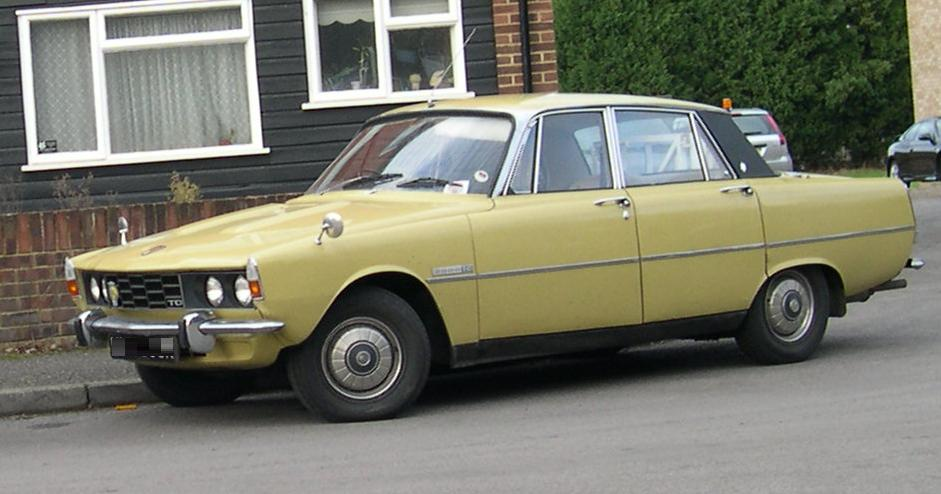
Rover P6

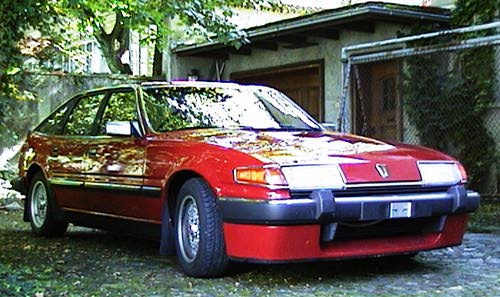
Rover SD1

David Bache (14 juni 1925 - 26 november 1994) was een Engelse auto-ontwerper. Bache heeft gedurende zijn loopbaan gewerkt bij Rover en als zelfstandig ontwerper.
Na zijn opleiding op het Birmingham College of Art trad hij als trainee in dienst bij Austin in Longbridge. In 1954 stapte hij over naar Rover. Zijn eerste opdracht was het herontwerp van de Rover P4 in 1957. Hij herintroduceerde de klassieke grill, die ook op de Rover P5 en later weer op de Rover 200 serie en zelfs de Rover 75 (zoals die vanaf 2000 werd gebouwd) verscheen. Niet alleen dit designonderdeel bleek lange tijd bruikbaar, al zijn ontwerpen bleken gedurende lange tijd actueel. Zowel de Rover P5 als de P6 waren zo'n 15 jaar in productie, zijn Range Rover ontwerp is eigenlijk nog steeds in min of meer herkenbare vorm in productie.
Zijn invloed bij Rover was zo groot, dat als hij een driewieler had ontworpen met de motor op het dak, Rover die auto had gebouwd. 
Hij werd bij British Leyland als hoofdontwerper opgevolgd door Roy Axe. De eveneens bekende ontwerper William Towns (Aston Martin Lagonda) heeft vanaf 1963 bij Rover onder Bache gewerkt. Hij overleed in 1994.
Zijn belangrijkste ontwerpen:
- 1958 Rover P5
- 1958 Land Rover Series II
- 1963 Rover P6 (deze auto naar zijn ontwerp werd de eerste Auto van het jaar)
- 1968 Range Rover
- 1973 Rover SD1
- 1976 Austin Maestro

En een paar specials:
- De glasvezel carrosserie van de Rover T3 turbineauto in 1956
- De carrosserie van de Rover-BRM turbineauto in 1964